# Тохтамышев, Хамит Негматуллаоглы
Хами́т Негматуллаоглы́ Тохтамы́шев или Султа́н Габдулхами́т Негматуллаоглы́ Тохтамы́шев (каз. Хамит Нығметоллаұлы Тоқтамышев; род. 14 октября 1890 (по другим источникам 1885), Омский уезд, Акмолинская область, Российская империя — декабрь 1919, Станица Кокпектинская, Семипалатинская область, РСФСР) — капитан Русской императорской армии, военный начальник Алаш-Орды, один из первых командиров полков Алашской милиции.

## Биография
Родился 14 октября 1890 года (или в 1885 году). Происходил из рода атыгай племени аргын.
В 1908 году окончил Сибирский кадетский корпус. Потом обучался в Константиновском артиллерийском училище. Этот эпизод его жизни хорошо описал деятель Алаш-Орды Б. Абдыгали. С 1909 года являлся поручиком в 8-й Сибирской стрелковой дивизии. В 1916 уже имел звание капитана Русской императорской армии. За участие в Первой мировой войне получил множество наград: орден Святого Владимира IV-й степени; орден Св. Анны II-й степени; орден Св. Станислава II-й степени с мечами; орден Св. Анны II-й степени с мечами; орден Св. Станислава II-й степени с мечами; орден Св. Анны III-й степени с мечами и бантом; орден Св. Анны IV-й степени (Аннинское оружие); Мечи и бант к имеющемуся ордену Св. Станислава III-й степени; орден Св. Анны IV-й степени с надписью за храбрость и другие.
Из Омска в Семипалатинск был приглашён деятелями Алаш-Орды чтобы возглавить ряд алашских полков. Стал исполняющим обязанности военного министра Алашской автономии («начальник военного отдела»). В августе 1918 докладывал об организации полка с численностью в 750 солдат и 38 офицеров. В 1919 году получил звание полковника.
В этом же 1919 году пытался бежать через китайскую границу, был пойман пограничниками РККА и расстрелян в декабре того же года. По существующим преданиям, его тело выкупили местные татары и похоронили его с почестями в офицерском мундире недалеко от Кокбетинска.

## Семья
Один из предков Тохтамышева — Тохтамыс Жанузаков. Являлся третьим по счёту султаном Кокчетавского внешнего округа в 1826—1828 годах. В 1828 году стал подполковником. Похоронен на территории современного Тайыншинского района. Его сыновья также состояли на службе в армии России.
Жена Тохтамышева была русской по национальности. Пожелала быть расстрелянной вместе с мужем. По некоторым версиям, у них была дочь, судьба которой неизвестна.